# KF Bylis Ballsh

Logoul precedent

Klubi i Futbollit Bylis Ballsh este un club de fotbal albanez cu sediul în orașul Ballsh. Echipa joacă meciurile de acasă pe Stadionul Agush Maca, cu o capacitate de 6.500 de locuri.

## Bylis Ballsh în Europa
În decemberie 2008.
| Sezon   | Competiția          | Runda | Țara     | Club                  | Acasă | Deplasare |
| ------- | ------------------- | ----- | -------- | --------------------- | ----- | --------- |
| 1999/00 | Cupa UEFA           | RC    | Slovacia | FK Inter Bratislava   | 0-2   | 1-3       |
| 2000    | Cupa UEFA Intertoto | 1R    | România  | Universitatea Craiova | 0-1   | 3-3       |

- RC = Runda de calificare
- 1R = Prima rundă

## Jucători notabili
| - Julian Ahmataj - Klodian Asllani - Engert Bakalli - Endri Bakiu - Ferdinand Bilali - Edmond Dalipi - Klevis Dalipi - Bledar Devolli - Ilir Dibra - Amarildo Dimo | - Johan Driza - Dashnor Dume - Stivi Frashëri - Alpin Gallo - Romeo Haxhiaj - Isli Hidi - Akil Jakupi - Maringlen Kule - Gentian Muça - Olgert Muka | - Oltion Osmani - Artion Poçi - Jetmir Sefa - Gentian Stojku - Daniel Xhafa - Fjodor Xhafa - Emir Ujkani - Moussa Kaboré - Mohamadolu Abdouraman - Guy Madjo | - Sasa Delain - Dejan Godar - Dimitar Kapinkovski - Kire Ristevski - Goran Simov - Segun Adeniyi - Ndubuisi Egbo - Peter Olayinka - Dušan Popović - January Ziambo |

## Antrenori
- Andrea Marko (Sept 21, 2002 – Dec 7, 2002)
- Ilir Spahiu (1 iulie 2010 – Sept 18, 2010)
- Agim Meto (interimar) (Sept 18, 2010 – Sept 20, 2010)
- Nikola Ilievski (Sept 21, 2010 – 12 martie 2011)
- Agim Canaj (17 martie 2011 – 30 iunie 2011)
- Naci Șensoy (Sept 1, 2011 – 30 iunie 2012)
- Agim Canaj (1 iulie 2012 – Nov 22, 2012)
- Naci Șensoy (Nov 22, 2012 – 30 iunie 2013)
- Ndubuisi Egbo (Aug 1, 2013 – 30 iunie 2014)
- Roland Nenaj (30 iunie 2014–)